# Crematogaster evallans
Crematogaster evallans is een mierensoort uit de onderfamilie van de Myrmicinae. De wetenschappelijke naam van de soort is voor het eerst geldig gepubliceerd in 1907 door Forel.